# Solsidan (Fernsehserie)
Solsidan (deutsch Sonnenseite) ist eine schwedische Comedy-Fernsehserie, die am 29. Januar 2010 auf dem schwedischen Privatsender TV4 ihre Premiere hatte. Die Serie dreht sich um Alex Löfström und Anna Svensson, die ihr erstes Kind erwarten und gerade in Alex’ Elternhaus im Viertel Solsidan im Stockholmer Vorort Saltsjöbaden gezogen sind. Alex versucht sowohl Anna zu unterhalten als auch mit seinem alten Jugendfreund Freddie umzugehen. Von 2010 bis 2019 wurden acht Staffeln der Serie gedreht. Die Serie wurde auch in Norwegen, Finnland, Dänemark und Belgien ausgestrahlt.

## Handlung
Alex ist ein 39 Jahre alter Zahnarzt, der mit seiner Freundin Anna in sein Elternhaus in Saltsjöbaden zieht. Zusammen erwarten sie ihr erstes Kind. Anna arbeitet als Schauspielerin und fühlt sich in Alex’ Heimatstadt fremd. Alex’ Mutter Margareta hat das Haus an Alex und Anna verkauft, aber kommt vorbei, wann immer sie will. Fredrik Schiller ist Alex’ alter Freund, der zusammen mit seiner Frau Michaela „Mickan“ und zwei Kindern im schicksten Haus der Stadt lebt. Ove Sundberg ist auch einer von Alex’ Jugendfreunden und gilt als die langweiligste und geizigste Person in Saltsjöbaden. Ihm gelingt es stets in unangenehmer Weise, sich bei seinen Freunden Freddie und Alex einzuladen. Er lebt mit seiner ebenso geizigen und langweiligen Frau Anette zusammen.

## Produktion
Solsidan wurde von Felix Herngren, Ulf Kvensler, Jacob Seth Fransson und Pontus Edgren geschrieben und von Jarowskij und FLX im Besitz von Herngren und Ylva Axél produziert. Laut Herngren haben sie lange darüber gesprochen, dass „es Spaß machen würde, eine gewagtere Dramakomödie zu erstellen, bei der das Skript und die Charaktere ein wenig mehr Zeit zum Entwickeln brauchen“. Herngren beschrieb die Serie als eine freie Fortsetzung seiner Filme Vuxna människor und Varannan vecka. Im Juni 2008 bestätigte Mia Skäringer, dass sie eine wichtige Rolle in der Serie spielen werde. Im Juli desselben Jahres bestätigten sich Herngren und Johan Rheborg als Darsteller der Serie. Die Dreharbeiten begannen im Frühjahr 2009.
Die erste Folge von Solsidan, die am 29. Januar 2010 ausgestrahlt wurde, wurde von 1,84 Millionen Menschen gesehen. Sie war die viertmeistgesehene Serie in Schweden in dieser Woche, nach Antikrundan, På spåret und Mästarnas mästare. Sie war außerdem die meistgesehene Serie auf TV4 und schlug die Tanzshow Let’s Dance, die 1,68 Millionen Zuschauer hatte. Die erste Folge der zweiten Staffel wurde am 16. Januar 2011 ausgestrahlt und erreichte mehr als 2,5 Millionen Zuschauer. Die Zuschauerquote war – abgesehen von zwei Folgen von Let’s Dance und einigen Sportübertragungen – die höchste des Kanals in den 2000er Jahren.
Am 4. Oktober 2018 bestätigte TV4, dass drei neue Staffeln produziert werden. Die Aufnahmen begannen im Frühjahr 2019. Die sechste Staffel wurde ab 20. Oktober 2019 auf TV4 ausgestrahlt. Die siebte und die achte Staffel sollen im Herbst 2021 bzw. 2023 zu sehen sein.

## Figuren

### Hauptfiguren
- Alexander „Alex“ Löfström (Felix Herngren) ist ein 39-jähriger Zahnarzt mit seiner eigenen Klinik. Er wuchs in Saltsjöbaden außerhalb von Stockholm auf. In der ersten Folge ziehen er und seine Partnerin (später seine Frau) Anna Svensson nach „Saltis“, nachdem er das Elternhaus von seiner Mutter Margaret Löfström gekauft hat. In der ersten Staffel erwarten er und Anna ein Kind, das in der letzten Folge geboren wird. Alex ist konfliktscheu und ängstlich und kümmert sich sehr viel um das, was andere von ihm denken. Seine Nachbarn sind sein bester Jugendfreund Freddie Schiller und dessen Frau Michaela.[10]

- Anna Svensson (Mia Skäringer) lebt mit Alex Löfström zusammen (später heiraten sie) und arbeitet als Schauspielerin. In der ersten Staffel befindet sie sich im Schwangerschaftsurlaub, in der zweiten Staffel fängt sie an, als Masseurin zu arbeiten. Anna wuchs – im Gegensatz zu ihrem Partner – nicht in Saltsjöbaden auf und fühlt sich manchmal ausgeschlossen und anders als ihre Freundin Mickan. Sie versucht sich jedoch anzupassen, aber ist manchmal ein wenig verbal und direkt.[10]

- Frederick „Freddie“ Schiller (Johan Rheborg) ist 39 Jahre alt und arbeitet als Geschäftsführer und Fondsmanager bei einer Bank. Er lebt in einem der schicksten Häuser im sehr modischen Viertel Solsidan, wo er auch aufwuchs. Freddie ist mit Mikaela „Mickan“ Schiller verheiratet und gemeinsam haben sie zwei Kinder, Victor und Ebba. Er ist der beste Freund von Alex Löfström, einem Jugendfreund, der vor Kurzem mit seiner Partnerin Anna nach Solsidan gezogen ist. Freddie ist sehr begeistert, aber handelt meistens ohne nachzudenken. Status ist ihm wichtig und er legt viel Wert auf Geld und Pflege.[10]

- Mikaela „Mickan“ Schiller (Josephine Bornebusch) ist mit Fredrik Schiller, dem reichsten Mann von Solsidan, verheiratet. Sie befindet sich in Mutterschaftsurlaub mit ihrer 1-jährigen Tochter Ebba, aber führt auch ein Designunternehmen für Kinderkleidung. Mickan legt wie Freddie viel Wert auf ihren Status im Viertel und will die „First Lady“ von „Saltis“ werden – aber begegnet da ihrer Freundin Lussan als Konkurrentin. In der zweiten Staffel kehrt ein anderer Jugendfreund von Freddie heim nach „Saltis“. Es stellt sich heraus, dass er mit Lussan zusammen und noch reicher als Freddie ist.[10]

- Ove Sundberg (Henrik Dorsin) ist ein alter Schulkamerad von Schiller und Löfström. Ove ist notorisch geizig, sozial inkompetent und hat keine Selbstdistanz, was dazu führt, dass er nie einsieht, wie er von seiner Umgebung wahrgenommen wird. Seine Umgebung sieht ihn als einen unerwünschten Scheißkerl. Er will ständig Geräte von seinen Nachbarn leihen, ohne sie zurückzugeben oder selbst etwas auszuleihen. Es ist ihm früher auf unklarer Weise gelungen, Vorsitzender des Saltsjöbadens Golfclubs zu werden. Er ist mit Annette verheiratet, die ebenso unsympathisch ist.[10]

### Nebenfiguren
|                              | 1. Staffel                                  | 2. Staffel                                             | 3. Staffel                                                                                               | 4. Staffel                                                    | 5. Staffel                                                             |
| Anette Sundberg              | Malin Cederbladh (26)                       | Malin Cederbladh (26)                                  | Malin Cederbladh (26)                                                                                    | Malin Cederbladh (26)                                         | Malin Cederbladh (26)                                                  |
| Lussan                       | Rebecka Teper (27)                          | Rebecka Teper (27)                                     | Rebecka Teper (27)                                                                                       | Rebecka Teper (27)                                            | Rebecka Teper (27)                                                     |
| Ludde                        | André Wickström (16)                        | André Wickström (16)                                   | André Wickström (16)                                                                                     | André Wickström (16)                                          | André Wickström (16)                                                   |
| Margareta Löfström           | Mona Malm (11)                              | Mona Malm (11)                                         | Mona Malm (11)                                                                                           | Mona Malm (11)                                                | —                                                                      |
| Rune & Eva                   | Ralph Carlsson & Anneli Martini (8)         | Ralph Carlsson & Anneli Martini (8)                    | Ralph Carlsson & Anneli Martini (8)                                                                      | Ralph Carlsson & Anneli Martini (8)                           | Ralph Carlsson & Anneli Martini (8)                                    |
| Malmberg                     | Örjan Ramberg (3)                           | Örjan Ramberg (3)                                      | — | Örjan Ramberg (1)                                             | —                                                                      |
| Palle Svensson               | Magnus Krepper (3)                          | Magnus Krepper (3)                                     | — | Magnus Krepper (2)                                            | —                                                                      |
| Victor Schiller              | Carl Sjögren (9)                            | Leonardo Rojas Lundgren (29)                           | Leonardo Rojas Lundgren (29)                                                                             | Leonardo Rojas Lundgren (29)                                  | Leonardo Rojas Lundgren (29)                                           |
| Ebba Schiller                | Ester Granholm (15) und Otilia Anttila (15) | Ester Granholm (15) und Otilia Anttila (15)            | Otilia Anttila (7)                                                                                       | Elsa Bucht Wesslén (11)                                       | Elsa Bucht Wesslén (11)                                                |
| Wilma Löfström               |                                             | Filippa Fagerberg (8) Elsa Lagercrantz (8)             | Iris Herngren (23)                                                                                       | Iris Herngren (23)                                            | Iris Herngren (23)                                                     |
| Wilma Löfström               | Annabelle Cowie Gåvsten (11)                | Annabelle Cowie Gåvsten (11)                           | — |                                                               |                                                                        |
| Love Löfström                |                                             |                                                        | | Adam Sedig Klingberg (13)                                     | Adam Sedig Klingberg (13)                                              |
| Marielle Sundberg            | —                                           | Nova Edorson (8)                                       | Nova Edorson (8)                                                                                         | Nova Edorson (8)                                              | Nova Edorson (8)                                                       |
| Gastrollen                   | Linus Wahlgren (2) Ulf Kvensler             | Jonas Karlsson (2) Plura Jonsson John Houdi Olle Sarri | Peter Dalle (3) Joel Spira (3) Johan Rabaeus Eva Röse Michael Segerström Dominik Henzel Messiah Hallberg | Happy Jankell Carl-Johan De Geer Sten Ljunggren Björn Granath | Johan Ulveson (5) William Spetz (4) David Batra Ulla Skoog Leif Andrée |
| Gastrollen (als sich selbst) | Ola Rapace Markoolio                        | Joey Tempest Jonas Björkman                            | Henrik Larsson Cecilia Forss Magnus Norman                                                               | E-Type Jessika Gedin Leif Silbersky                           |                                                                        |

## Besetzung und Synchronisation
Die deutsche Synchronisation entstand nach einem Synchronbuch und unter der Dialogregie von Kerstin Draeger durch die Synchronfirma DMT - Digital Media Technologie GmbH in Hamburg.
| Rolle                     | Schauspieler         | Synchronsprecher      |
| ------------------------- | -------------------- | --------------------- |
| Alexander „Alex“ Löfström | Felix Herngren       |                       |
| Anna Svensson             | Mia Skäringer        | Kerstin Draeger       |
| Fredrik „Fredde“ Schiller | Johan Rheborg        |                       |
| Mikaela „Mickan“ Schiller | Josephine Bornebusch | Kristina von Weltzien |
| Ove Sundberg              | Henrik Dorsin        |                       |

## Staffelübersicht
| Staffel | Episodenanzahl | Schwedische Erstausstrahlung TV4 | Schwedische Erstausstrahlung TV4 | Deutschsprachige Erstausstrahlung Sony Channel | Deutschsprachige Erstausstrahlung Sony Channel |
| Staffel | Episodenanzahl | Staffelpremiere                  | Staffelfinale                    | Staffelpremiere                                | Staffelfinale                                  |
| ------- | -------------- | -------------------------------- | -------------------------------- | ---------------------------------------------- | ---------------------------------------------- |
| 1       | 10             | 29. Januar 2010                  | 9. April 2010                    | 22. Juni 2018                                  | 20. Juli 2018                                  |
| 2       | 10             | 16. Januar 2011                  | 20. März 2011                    |                                                |                                                |
| 3       | 10             | 7. Oktober 2012                  | 9. Dezember 2012                 |                                                |                                                |
| 4       | 10             | 20. Oktober 2013                 | 22. Dezember 2013                |                                                |                                                |
| 5       | 10             | 18. Oktober 2015                 | 20. Dezember 2015                |                                                |                                                |
| 6       | 10             | 20. Oktober 2019                 | 22. Dezember 2019                |                                                |                                                |
| 7       | 10             | Herbst 2021                      | Herbst 2021                      |                                                |                                                |
| 8       | 10             | Herbst 2023                      | Herbst 2023                      |                                                |                                                |

### Ausstrahlung

#### Schweden
Die Ausstrahlung der Sendung erfolgte in Schweden beim Fernsehsender TV4. Die erste Staffel wurde fortlaufend freitags ausgestrahlt, ab Staffel 2 erfolgte die Ausstrahlung fortan immer sonntags.

#### Deutschland
In Deutschland strahlte der Sony Channel die erste Staffel ab dem 22. Juni 2018 in deutscher Erstausstrahlung aus, die neuen Folgen wurden dabei immer freitags in Doppelfolgen gezeigt, die Wiederholung der neuen Folgen erfolgte in der Folgewoche mittwochs und donnerstags. Seit dem 25. Februar 2021 zeigt One die Serie erstmals im deutschen Free-TV.

#### Internationale Ausstrahlungen
| Land     | Sender  | Staffelpremiere |
| -------- | ------- | --- |
| Belgien  | Canvas  | 14. Mai 2012 (Staffel 1) 18. Juni 2012 (Staffel 2) 15. Juli 2014 (Staffel 3)                                                                  |
| Dänemark | TV 2    | 8. Januar 2011 (Staffel 1) |
| Finnland | Yle Fem | 26. Januar 2010 (Staffel 1) 14. Januar 2011 (Staffel 2) 7. Oktober 2012 (Staffel 3) 20. Oktober 2013 (Staffel 4) 18. Oktober 2015 (Staffel 5) |
| Norwegen | TV 2    | 8. Januar 2011 (Staffel 1) 21. Mai 2012 (Staffel 2) 16. Oktober 2012 (Staffel 3) 1. März 2014 (Staffel 4)                                     |

## Veröffentlichung

### Deutschland
In Deutschland erschien die erste Staffel am 24. August 2018 auf DVD und enthält neben der deutschen Synchronfassung auch die schwedische Originalversion. Außerdem sind deutsche Untertitel vorhanden.

### Schweden
TV4 und SE Noble Entertainment veröffentlichten am 30. Juni 2010 die erste Staffel von Solsidan auf DVD. Die zweite Staffel wurde am 15. Juni 2011 von SF auf DVD und Blu-ray veröffentlicht. Am 10. Dezember 2012 erschien die dritte Staffel von Solsidan auf DVD und Blu-ray, am 18. Dezember 2013 die vierte und am 21. Dezember 2015 die fünfte. Alle DVDs und Blu-rays enthalten zusätzlich zu den Episoden die Outtakes. Auf den DVDs und Blu-rays der zweiten und dritten Staffel befindet sich außerdem ein Making-of.

## Auszeichnungen
Kristallen
- 2010: Kristallen in der Kategorie Sendung des Jahres
- 2010: Kristallen in der Kategorie Comedysendung des Jahres
- 2011: Nominierung in der Kategorie Sendung des Jahres
- 2011: Kristallen in der Kategorie Comedysendung des Jahres
- 2013: Nominierung in der Kategorie Comedysendung des Jahres
- 2014: Kristallen in der Kategorie Comedysendung des Jahres
- 2014: Kristallen in der Kategorie Männlicher Schauspieler des Jahres in einer Fernsehproduktion für Henrik Dorsin

## Weiteres
Der Sender MTV3 produzierte mit Onnela eine finnische Version von Solsidan.